# Elymus sinkiangensis
Elymus sinkiangensis là một loài thực vật có hoa trong họ Hòa thảo. Loài này được D.F.Cui mô tả khoa học đầu tiên năm 1990.